# Victórico R. Grajales, Catazajá
Victórico R. Grajales är en ort i Mexiko.   Den ligger i kommunen Catazajá och delstaten Chiapas, i den sydöstra delen av landet, 800 km öster om huvudstaden Mexico City. Victórico R. Grajales ligger 10 meter över havet och antalet invånare är 147.
Terrängen runt Victórico R. Grajales är mycket platt. Runt Victórico R. Grajales är det ganska glesbefolkat, med 30 invånare per kvadratkilometer. Närmaste större samhälle är Catazajá, 13,4 km söder om Victórico R. Grajales. Omgivningarna runt Victórico R. Grajales är en mosaik av jordbruksmark och naturlig växtlighet.